# Marten de Mare
Marten de Mare, auch Martinus, Merten, Meerten, (* um 1540 vermutlich in Groningen; † 1612 in Bremen) war ein Orgelbaumeister der Spätrenaissance in Groningen und Bremen. Etwa ein Dutzend Tätigkeiten (Neubauten, Erweiterungsumbauten und Reparaturen) an eigenen oder fremden Orgeln sind bezeugt, aber nur noch einzelne Register oder Orgelteile von de Mare heute erhalten, darunter zwei prachtvolle Prospekte in Stellichte (1610) und St. Ansgarii in Bremen (1611).

## Leben
Der Vater Andreas de Mare war ebenfalls Orgelbauer und übersiedelte – möglicherweise aufgrund seines protestantischen Glaubens – von Gent nach Groningen, wo er 1560 für sich und seine Söhne Christoffer und Marten das sogenannte kleine Bürgerrecht erwarb. Marten de Mare wurde wahrscheinlich in Groningen geboren und nach der Patron der Groninger Martinikerk genannt, wo sein Vater 1542 einen großen Erweiterungsbau der Orgel durchführte. Nachdem er zunächst in der väterlichen Werkstatt mitgearbeitet hatte, trat Marten 1578 als selbstständiger Orgelbauer erstmals beim Umbau der Orgel in der Emder Großen Kirche hervor, wo er bis 1594 tätig war. Die Zeit in Emden waren unterbrochen durch einige Jahre Wirksamkeit in Verden (Aller) ab 1583.
Im Zuge der Emder Revolution im Jahr 1595 zog er mit seiner Familie nach Bremen, wo er im gleichen Jahr den Bürgereid ablegte und zusammen mit seiner Frau und zwei Töchtern das Bremer Bürgerrecht erwarb. Die Einbürgerung erfolgte am 27. Juni 1595. Bereits für 1586 ist eine Reparatur des Positivs von St. Stephani bezeugt; weitere Orgelreparaturen und Neubauten in anderen Bremer Kirchen folgten. Wahrscheinlich erlernten Edo Evers und Johann Busse bei de Mare den Orgelbau. Von 1599 bis 1601 ließ er sich in Paderborn nieder und schuf im südlichen Westfalen drei Neubauten.
Marten de Mare war verheiratet; seine Ehefrau Take de Mare und er hatten mehrere Kinder. Außer den beiden Töchtern Franke und Eime ist der Sohn Martini de Mare nachgewiesen. Marten de Mare starb 1612 in Bremen.

## Werk
Marten de Mare stand in der Tradition des Orgelbauers Hendrik Niehoff. Seine Werke zeichnen sich durch prächtig gestaltete Prospekte aus, die von der Spätrenaissance gekennzeichnet sind. Zum repräsentativen Erscheinungsbild tragen auch die klappbaren Flügeltüren bei. Die erhaltenen Gehäuse in Stellichte und St. Ansgari in Bremen zählen „zu den schönsten Schöpfungen der Renaissance in Norddeutschland“. Zweimanualige Werke verfügen über ein Rückpositiv. Möglicherweise geht das Orgelgehäuse in der Stellichter St.-Georg-Christophorus-Jodokus-Kirche auf Andreas de Mare zurück, dessen Orgel für das ostfriesische Kloster Thedinga im Jahr 1609 von Sohn Marten im Zuge der Klosterauflösung abgetragen wurde.
Für die Disposition grundlegend ist das Plenum, das auf Prinzipalregistern basiert, ergänzt um Flöten- und Zungenstimmen, die das Instrumentarium der Renaissance widerspiegeln. Forschungen von Wilfried Michel zufolge sind die ursprünglichen Flügeltüren der Orgel in Kloster Oelinghausen in die Tafelgemälde an der Orgelrückwand umgestaltet worden.

## Werkliste
Kursivschreibung gibt an, dass die Orgel nicht oder nur noch das historische Gehäuse erhalten ist. In der fünften Spalte bezeichnet die römische Zahl die Anzahl der Manuale und ein großes „P“ ein selbstständiges Pedal. Die arabische Zahl gibt die Anzahl der klingenden Register an. Die letzte Spalte bietet Angaben zum Erhaltungszustand oder zu Besonderheiten.
| Jahr      | Ort                  | Kirche                                 | Bild           | Manuale | Register | Bemerkungen |
| --------- | -------------------- | -------------------------------------- | -------------- | ------- | -------- | --- |
| 1578–1582 | Emden                | Große Kirche                           |                | II/P    | 9 (?)    | Erweiterung der alten einmanualigen Orgel, die aus dem Kloster Blauhaus 1565–68 (mindestens I/4; Umfang FGA-g2a2) aufgestellt worden war, durch Andreas und Marten de Mare. 1585–94 führte Marten allein Reparaturen und die Jahrespflicht durch. 1710 soll sie 13 Register haben. Von diesem Instrument ist nichts erhalten. |
| 1597      | Jever                | Stadtkirche                            |                |         |          | Neubau; Orgel wird aus Bremen mit dem traditionellen Manualumfang der Renaissance (FGA-g2a2) geliefert. Aufgrund späterer Neubauten wurde dieses Instrument beseitigt. |
| vor 1600  | Oldenburg            | Lambertikirche                         |                | I       | 9        | Reparatur von Slegel; nicht erhalten |
| 1599      | Kloster Oelinghausen | Klosterkirche                          | weitere Bilder |         |          | Neubau unter Verwendung älterer Register von 1586; später Erweiterungsumbauten; einige Register erhalten → Orgel |
| 1600–1601 | Kirchhundem          | St. Peter und Paul                     |                |         |          | Neubau, nicht erhalten |
| 1600–1601 | Burg Schnellenberg   | Kapelle                                |                |         |          | Neubau, nicht erhalten |
| 1603      | Bremen               | St. Martini                            |                | I       |          | Neubau oder Vergrößerungsumbau. Ob Christian Bockelmann die Orgel 1616–19 durch ein neues Werk ersetzt oder nur eingreifend umgebaut hat, ist nicht eindeutig geklärt. Durch Auslagerung im Zweiten Weltkrieg wurde der kostbare Prospekt bewahrt. → Orgel in St. Martini Bremen |
| 1608–1609 | Leer                 | Große Kirche in Leer                   |                | I       | 10       | Neubau unter Verwendung alter Register aus der Orgel des aufgehobenen Klosters Thedinga, die sein Vater spätestens 1590 gebaut hatte, nachdem Graf Enno III. 1609 der Leeraner Kirche das Instrument geschenkt hatte. Erweiterungen durch Albertus Antonius Hinsz (1763/1766), Wilhelm Caspar Joseph Höffgen und Brond de Grave Winter (1846–1850) sowie Paul Ott (1953–55), wobei der Grundbestand von de Mare erhalten blieb. 2006–08 wurde der alte Pfeifenbestand anhand der Inskriptionen vom Organeum (Weener) systematisch erfasst. Eine umfassende Renovierung oder Rekonstruktion steht noch bevor. → Orgel der Großen Kirche (Leer) |
| 1610      | Bremen               | St. Stephani                           |                |         |          | Reparatur; nicht erhalten |
| 1610      | Stellichte           | St.-Georg-Christophorus-Jodokus-Kirche |                | II/P    | 12       | Möglicherweise brachte de Mare das kostbare Gehäuse der Thedinga-Klosterorgel mit dem reich verzierten Prospekt nach Stellichte und schuf das innere Pfeifenwerk neu, das später allerdings ersetzt wurde. In diesem Zuge hat de Mare die Prospektpfeifen (vormals Principal 4′) durch Auflöten von Deckeln in eine Quintadena 8′ umgebaut. Jürgen Ahrend rekonstruierte 1985 ein Innenwerk im Sinne des ursprünglichen Zustands. Der prachtvolle Prospekt ist erhalten und fügt sich geschlossen in die Renaissance-Innenausstattung der Gutskapelle ein.                                                                                    |
| 1611      | Bremen               | St. Ansgarii                           |                | II      |          | Orgelneubau mit Rückpositiv, der später um Pedaltürme erweitert wurde. Der prächtige Prospekt ist noch zum größten Teil erhalten, da er durch Auslagerung bewahrt werden konnte, während Kirche und Orgel im Zweiten Weltkrieg zerstört wurden. → Orgel von St. Ansgarii Bremen |